# Rio Batmoș
O Rio Batmoş é um rio da Romênia afluente do Rio Crivadia, localizado no distrito de Hunedoara.